# Toronto-Dominion Bank
Toronto-Dominion Bank (франц. Banque Toronto-Dominion) — второй крупнейший финансовый холдинг Канады (после Royal Bank of Canada), который оказывает банковские, страховые и инвестиционные услуги.

## История
Toronto-Dominion Bank образовался в 1955 году в результате объединения Bank of Toronto и Dominion Bank.
Bank of Toronto был основан в 1855 году для финансирования мукомольной промышленности канадской провинции Онтарио. В 1869 году в этой же провинции был основан Dominion Bank, в основном занимавшейся инвестированием в железные дороги и строительство.
На момент объединения у Toronto-Dominion Bank было 450 отделений (в том числе в Лондоне и Нью-Йорке), активы составляли $1,1 млрд, объём выданных кредитов — $479 млн. В 1967 году штаб-квартира банка была перенесена в 56-этажное здание Toronto-Dominion Bank Tower. В 1970-е годы банк начал расширять международное присутствие — были открыты отделения в Бангкоке, Франкфурте, Бейруте и других городах.
В 1987 году в Канаде был принят закон, разрешающий банкам владеть инвестиционными компаниями. Toronto-Dominion Bank воспользовался этим и основал инвестиционную компанию TD Securities Inc. Также он стал одним из первых канадских банков со своими взаимными фондами, к 1995 году их у него уже было около 50. Кроме того, с 1995 года банк начал заниматься также страховой деятельностью. С 1996 года, после приобретения нью-йоркской инвестиционной компании Waterhouse Investor Services, акции Toronto-Dominion Bank начали котироваться на Нью-Йоркской фондовой бирже. В 1997 году были поглощены несколько брокерских контор в США, Австралии, Великобритании и Азии.
В 2000 году за $8 млрд была куплена канадская финансовая компания CT Financial Services Inc. (Canada Trust), которая была дочерней компанией Imasco Limited (контролируемой British American Tobacco). Эта сделка позволила Toronto-Dominion Bank выйти на третье место среди канадских банков.

## Деятельность
Основные подразделения:
- Canadian Retail (канадский розничный банкинг) — финансовые услуги, оказываемые 15 млн клиентов в Канаде: кредитные карты, автокредиты, страхование и управление средствами; 1165 отделений и 3150 банкоматов; 57 % выручки.

- U.S. Retail (розничный банкинг в США) — финансовые услуги, оказываемые 8 млн клиентов в США (на восточном побережье); 1230 отделений; 29 % выручки.

- Wholesale Banking (крупный банкинг) — финансовые услуги корпорациям, правительствам и финансовым институтам, 14 % выручки.

- Corporate (корпоративный) — консультационные услуги корпорациям.

Размер депозитов в банке на 2020 год составил C$1,135 трлн, объём выданных кредитов — C$717,5 млрд. У банка 2308 отделений и 6233 банкомата в Канаде и США, число сотрудников в эквиваленте полного рабочего дня — почти 90 тысяч.
В 2015 году дочерняя компания TD Asset Management заняла 76-е место среди 500 крупнейших инвестиционных компаний мира по размеру активов под управлением ($217 млрд).
В списке крупнейших публичных компаний мира Forbes Global 2000 за 2016 год Toronto-Dominion Bank занял 67-е место, в том числе 284-е по обороту, 74-е по чистой прибыли, 35-е по активам и 92-е по рыночной капитализации.
|                                    | Активы, млрд CA$ | Депозиты, млрд CA$ | Собственные средства, млрд CA$ | Выручка, млрд CA$ | Чистая прибыль, млрд CA$ | Рыночная капитализация, млрд CA$ | Сотрудников, тыс. чел. |
| ---------------------------------- | ---------------- | ------------------ | ------------------------------ | ----------------- | ------------------------ | -------------------------------- | ---------------------- |
| Toronto-Dominion Bank              | 1716             | 1135               | 95,5                           | 43,65             | 11,9                     | 159,5                            | 89,6                   |
| Royal Bank of Canada               | 1625             | 1012               | 80,72                          | 47,18             | 11,44                    | 179,1                            | 83,8                   |
| Bank of Montreal                   | 949              | 659                | 50                             | 23,48             | 5,2                      | 81,6                             | 43,4                   |
| Canadian Imperial Bank of Commerce | 770              | 571                | 41,34                          | 18,74             | 3,79                     | 63,8                             | 43,9                   |

## Финансовые показатели
| Год                 | 2007  | 2008  | 2009  | 2010  | 2011  | 2012  | 2013  | 2014  | 2015  | 2016  | 2017  | 2018  | 2019  | 2020  |
| ------------------- | ----- | ----- | ----- | ----- | ----- | ----- | ----- | ----- | ----- | ----- | ----- | ----- | ----- | ----- |
| Оборот              | 14,28 | 14,67 | 17,86 | 19,57 | 23,84 | 25,55 | 27,26 | 29,96 | 31,43 | 34,32 | 36,20 | 38,89 | 41,07 | 43,65 |
| Чистая прибыль      | 3,997 | 3,833 | 3,120 | 4,644 | 6,045 | 6,460 | 6,640 | 7,883 | 8,024 | 8,936 | 10,52 | 11,33 | 11,69 | 11,90 |
| Активы              | 422,1 | 563,2 | 557,2 | 619,5 | 735,5 | 811,1 | 862,0 | 960,5 | 1104  | 1177  | 1279  | 1335  | 1415  | 1716  |
| Собственный капитал | 21,40 | 31,67 | 38,72 | 42,30 | 44,00 | 48,11 | 51,38 | 56,23 | 67,03 | 74,21 | 75,19 | 80,04 | 87,70 | 95,50 |
| Капитализация       | 51,22 | 46,11 | 52,97 | 64,53 | 67,78 | 74,42 | 87,75 | 102,3 | 99,58 | 113,0 | 134,9 | 133,5 | 136,3 | 106,7 |

## Руководство
- Брайан Левитт (Brian Michael Levitt) — неисполнительный независимый председатель правления с 2011 года. Также является вице-председателем компании Osler, Hoskin, & Harcourt LLP, в которой работает с 1976 года.
- Бхарат Масрани (Bharat B. Masrani) — президент и главный исполнительный директор с 2014 года, в компании с 1987 года[8].

## Акционеры
Крупнейшие владельцы акций TD Bank на 30 сентября 2016 года.
- RBC Asset Management, Inc. — (9,19 %)
- BMO Asset Management, Inc. — (4,23 %)
- CIBC Markets World Markets, Inc. — (4,12 %)
- FMR Co., Inc. — (3,01 %)
- TD Asset Management, Inc. — (2,76 %)
- Bank of Nova Scotia — (2,03 %)
- The Vanguard Group, Inc. — (1,94 %)
- Caisse De Depot Et Placement Du Quebec — (1,54 %)
- Beutel, Goodman & Company Limited — (1,41 %)
- Jerislowsky, Fraser Limited — (1,40 %)[9]

## Дочерние компании
- TD Asset Management
- TD AutoFinance
- TD Bank, N.A.
- TD Canada Trust[англ.]
- TD Commercial Banking
- TD Insurance Meloche Monnex
- TD Merchant Services
- TD Securities[англ.]
- TD Wealth
- MBNA Canada
- Symcor